# Lingua hoava
La lingua hoava è una lingua oceanica appartenente alla famiglia linguistica delle lingue austronesiane, parlata da 460 persone nel 1999 sull'isola della Nuova Georgia, nella Provincia Occidentale delle Isole Salomone.  Coloro che parlano l'hoava sono multilingue ed usualmente parlano il roviana, il marovo e l'inglese.